# Planetoida

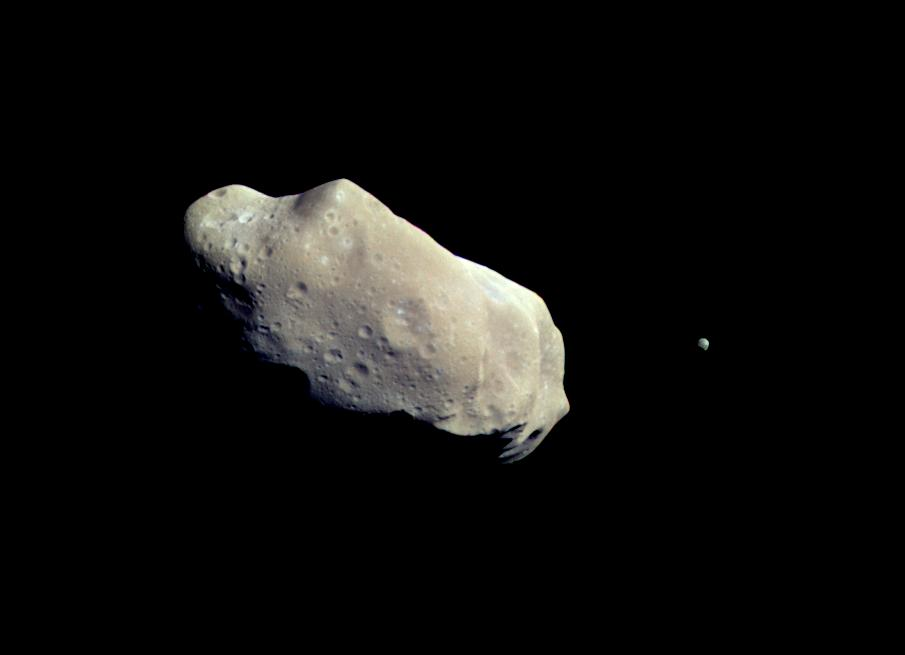
Planetoida Ida sfotografowana przez sondę kosmiczną Galileo w czasie podróży do Jowisza. Zdjęcie odkryło księżyc planetoidy – Daktyl.

Planetoida 2004 FH w ruchu

Planetoida (planeta + gr. eídos – postać), asteroida (gr. asteroeidés – gwiaździsty), planetka (ang. minor planet) – ciało niebieskie, niebędące planetą, księżycem planety, kometą lub meteoroidem, o zazwyczaj małych rozmiarach (od kilku metrów do czasem ponad 1000 km), obiegające gwiazdę (w szczególności Słońce). Ma stałą powierzchnię skalną lub lodową, bardzo często – przede wszystkim w przypadku planetoid o mniejszych rozmiarach i mało masywnych – o nieregularnym kształcie noszącym znamiona kolizji z innymi podobnymi obiektami.
W marcu 2025 roku znanych było ponad 1,4 mln planetoid (w tym ponad 770 tys. ponumerowanych, z czego ponad 25 tys. ma także nazwy własne), z których większość porusza się po orbitach nieznacznie nachylonych do ekliptyki, pomiędzy orbitami Marsa i Jowisza – w tzw. głównym pasie planetoid. Jeszcze większa zapewne jest liczba planetoid w Pasie Kuipera, jednak odkryto dotychczas niewielką ich część, a nachylenie ich orbit do ekliptyki może być znaczne.
Trudno oszacować całkowitą liczbę planetoid występujących w Układzie Słonecznym, wynosi ona zapewne wiele milionów. Sam główny pas planetoid zawiera według szacunków od 1,1 do 1,9 miliona planetoid o średnicy co najmniej 1 km oraz dziesiątki milionów mniejszych.
W październiku 2017 odkryto 1I/ʻOumuamua, pierwszy obiekt, który początkowo został uznany za planetoidę pochodzącą spoza Układu Słonecznego. Zaobserwowane później niegrawitacyjne przyśpieszanie obiektu wskazuje, że jest on jednak kometą.

## Powstanie planetoid
Reguła Titiusa-Bodego przewiduje, że pomiędzy orbitami Marsa i Jowisza (w odległości około 2,8 au od Słońca) powinna znajdować się planeta. Jednak obszar o szerokości około 500 milionów kilometrów takiego obiektu nie zawiera. Już w XVII wieku faktem tym zainteresował się Jan Kepler, jednak dopiero pod koniec XVIII wieku zaczęto się szerzej interesować tym zagadnieniem, a początek kolejnego stulecia przyniósł obserwacyjne rozwiązanie kwestii braku planety. Pierwszy obiekt, nazwany później Ceres (obecnie klasyfikowany jako planeta karłowata), wypełniający lukę pomiędzy orbitami Marsa i Jowisza, odkrył 1 stycznia 1801 roku Giuseppe Piazzi w Palermo. Kolejne lata przyniosły odkrycie większej liczby ciał niebieskich nazwanych planetoidami.
Według najbardziej prawdopodobnej hipotezy planetoidy powstawały w początkowym okresie kształtowania się Układu Słonecznego. Tak jak i same planety, utworzyły się one z obłoku gazowo-pyłowego – pierwotnej mgławicy, z której powstało również Słońce. Z gazu i pyłu mgławicowego, który w gigantycznym dysku wirował wokół Słońca, zaczęły się z wolna tworzyć większe skupiska materii. Nieduże, bliższe Słońca planety (Merkury, Wenus, Ziemia i Mars) powstawały głównie z cząstek stałych (akrecja), które jednak często zawierały też bardziej lotne substancje (np. wodę). Gazowe olbrzymy (Jowisz, Saturn, Uran i Neptun) potrafiły przechwycić także gazy. Pomiędzy Marsem a Jowiszem mogłaby utworzyć się teoretycznie kolejna planeta, jednak – jak dziś się uważa – silne oddziaływanie grawitacyjne Jowisza nie dopuściło do połączenia się mniejszych ciał. W ten sposób pozostały mniejsze i mało masywne ciała, których było bardzo wiele. Silne oddziaływanie gigantycznego Jowisza wytrącało je z ich orbit, w wyniku czego zderzały się one często, zmieniając swoje trajektorie.
Ogólnie ewolucja planetoid zależała od odległości od Słońca, czasu akrecji i ich wielkości. W pobliżu Słońca lotne związki (w tym woda) były w postaci gazowej. Dalej od Słońca związki te mogły wchodzić w skład minerałów (np. tworząc serpentynit), a jeszcze dalej sama woda występowała w stanie stałym. Dlatego dalsze od Słońca planetoidy zawierają więcej wody (w postaci lodu). Czas akrecji określał zawartość krótkożyciowych izotopów promieniotwórczych (głównie izotopu 26Al). Te izotopy były głównym źródłem ciepła. W przypadku małych ciał ogrzewanie to mogło jednak niewiele zwiększyć temperaturę ciała wskutek szybkiej utraty ciepła i nie nastąpił tam istotny metamorfizm. Natomiast duże planetoidy zostały ogrzane do temperatury topnienia krzemianów i doszło tam do dyferencjacji magmy, jak na planetoidzie Westa. Istotnym czynnikiem ewolucji planetoid są też zderzenia pomiędzy nimi. Zderzenia doprowadzały niejednokrotnie do rozbicia wielu z nich na mniejsze obiekty. Fragmenty te często docierają na Ziemię jako meteoryty. Niektóre różnice w składzie obserwowanych dziś planetek tłumaczyć można tym, że pochodzą one z różnych warstw wcześniej rozbitych planetozymali, z których wykształcały się planetoidy. Konkurencyjna teoria wysunięta przez profesora Thomasa van Flandera mówi o powstaniu jednego lub kilku dużych ciał w obrębie pasa planetoid, które pod wpływem grawitacji Jowisza lub w czasie zderzenia rozpadły się. Ta sama teoria tłumaczy powstanie komet jako fragmentów zniszczonego około 3 mln lat temu lodowego księżyca jednej ze skalnych planet. Obecnie jednak pochodzenie komet wiąże się z tzw. Obłokiem Oorta.
Podobnie zapewne wyglądało powstawanie dalszych planetoid, które dziś krążą po orbitach poza Uranem, Neptunem oraz jeszcze dalej. W ich składzie można jednak stwierdzić więcej lodu wodnego. Dla astronomów niezwykle ważne jest poznanie fizyki tych ciał (podobnie jak i komet), gdyż w rozszyfrowaniu ich historii ukryte są tajniki powstania całego Systemu Słonecznego.

## Orbity planetoid oraz ich występowanie
Orbity wielu planetoid cechuje znaczny mimośród oraz to, że są one bardzo gęsto rozmieszczone w pewnych obszarach Układu Słonecznego, co znaczy, że ich orbity są podobne. Spora liczba planetoid krążących poza orbitą Neptuna wykazuje się także trajektoriami znacznie nachylonymi do ekliptyki.
Najczęściej wymieniane w literaturze astronomicznej grupy planetoid:
- Wulkanoidy – hipotetyczne planetoidy, które mają krążyć wokół Słońca po orbitach wewnątrz trajektorii Merkurego. Dotychczas nie zaobserwowano żadnych takich ciał.
- Planetoidy bliskie Ziemi, których orbity przecinają orbitę Ziemi, bądź zbliżają się do niej:
  - Grupa Atiry – planetoidy, których orbity znajdują się całkowicie wewnątrz orbity ziemskiej (np. (163693) Atira).
  - Grupa Atena – planetoidy te poruszają się po trajektoriach przeważnie wewnątrz orbity Ziemi (np. (2062) Aten).
  - Grupa Apolla – planetoidy przecinające nie tylko orbitę Ziemi, ale również Wenus (np. (1862) Apollo).
  - Grupa Amora – planetoidy, które zbliżają się ku orbicie Ziemi w swoim biegu wokół Słońca (np. (1221) Amor czy (433) Eros).
- Pas planetoid – zawiera planetoidy, które obiegają Słońce najczęściej pomiędzy orbitami Marsa i Jowisza po orbitach z niejednokrotnie sporym mimośrodem. W pasie tym występuje najwięcej znanych planetoid (ok. 89%), np. (4) Westa. Często występują w rodzinach planetoid o podobnych parametrach orbit i właściwościach fizycznych.
- Trojańczycy – planetoidy krążące po orbitach planet, w pobliżu tzw. punktów Lagrange’a. Najwięcej takich planetoid towarzyszy Jowiszowi, znane są także obiekty na orbitach Neptuna, Marsa, Ziemi i Urana. Do trojańczyków Jowisza należy np. (588) Achilles.
- Centaury – krążą przeważnie pomiędzy orbitami Saturna i Neptuna. Do tej grupy należy np. (2060) Chiron.
- Obiekty transneptunowe; wyróżniamy tu:
  - obiekty z Pasa Kuipera, w tym:
    - Plutonki – planetoidy poruszające się w rezonansie orbitalnym 3:2 z Neptunem, jak (134340) Pluton, (38083) Rhadamanthus i (38628) Huya.
    - Twotino – obiekty poruszające się w rezonansie orbitalnym 2:1 z Neptunem, np. 1996 TR66.
    - Cubewano – planetoidy, które krążąc w Pasie Kuipera, nie wykazują żadnych rezonansów orbitalnych, np. (15760) Albion, (50000) Quaoar, (20000) Waruna.

  - Obiekty z dysku rozproszonego – np. (136199) Eris czy 2002 TC302.
  - Obiekty odłączone – przedstawicielką tej grupy jest (90377) Sedna; przypuszczalnie pochodzą z wewnętrznego Obłoku Oorta.

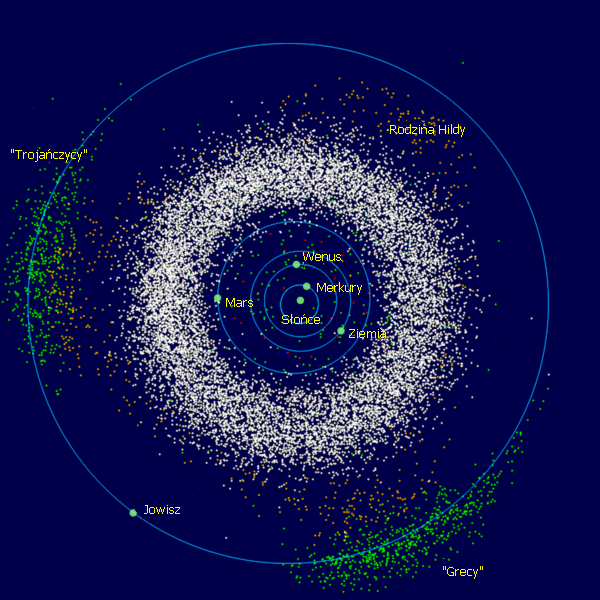
Obrazowe przedstawienie usytuowania planetoid w wewnętrznej części Układu Słonecznego i aż do okolic orbity Jowisza (rzut na płaszczyznę ekliptyki). Zaznaczono planetoidy z pasa planetoid (białe punkty), dwie grupy planetoid trojańskich (obóz trojański i grecki; zielone), rodzinę planetoidy Hilda (pomarańczowe) i inne.

### Występowanie planetoid
Występowanie znanych planetoid w poszczególnych grupach według stanu na 13 marca 2025 roku:
| Występowanie planetoid              | Liczba nazwanych | Liczba ponumerowanych | Liczba wszystkich w bazie JPL |
| ----------------------------------- | ---------------- | --------------------- | ----------------------------- |
| Grupa Atiry                         | 2                | 9                     | 34                            |
| Grupa Atena                         | 14               | 271                   | 3021                          |
| Grupa Apolla                        | 80               | 1744                  | 21 496                        |
| Grupa Amora                         | 82               | 1337                  | 13 357                        |
| Przecinające orbitę Marsa           | 276              | 7297                  | 27 875                        |
| wewnętrzna część pasa planetoid     | 276              | 13 307                | 31 009                        |
| główny pas planetoid                | 23 193           | 715 930               | 1 278 491                     |
| zewnętrzna część pasa planetoid     | 818              | 23 817                | 45 160                        |
| Trojańczycy Jowisza                 | 314              | 8976                  | 15 096                        |
| Centaury                            | 23               | 192                   | 912                           |
| Obiekty transneptunowe              | 40               | 1019                  | 5254                          |
| planetoidy o orbicie hiperbolicznej | 0                | 0                     | 5                             |
| inne                                | 2                | 17                    | 143                           |
| RAZEM PLANETOID                     | 25 120           | 773 916               | 1 441 853                     |
| w tym NEA (4 pierwsze grupy)        | 178              | 3361                  | 37 908                        |
| w tym PHA z różnych grup            | 51               | 875                   | 2490                          |

## Cechy fizyczne planetoid

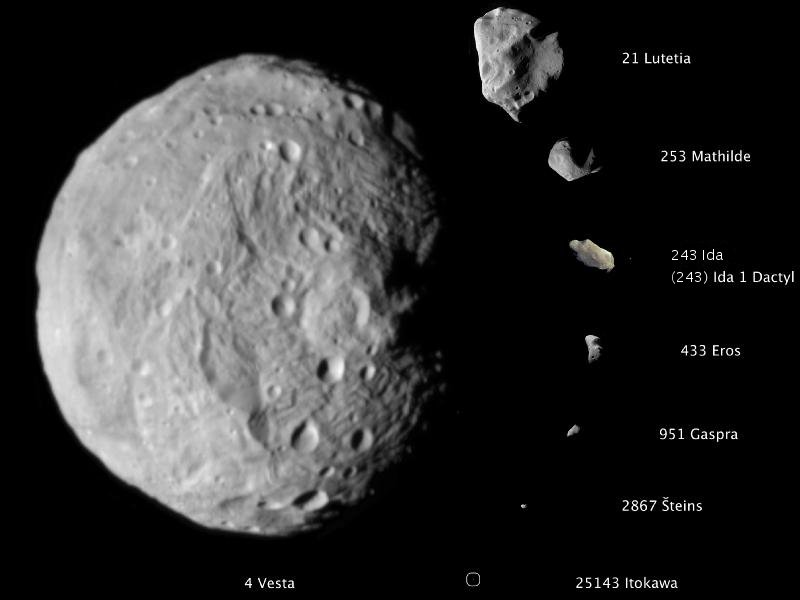
Zestawienie zdjęć planetoid obserwowanych z bliska przez sondy kosmiczne do 2011 roku. Są to w kolejności od największej do najmniejszej: (4) Westa, (21) Lutetia, (253) Mathilde, (243) Ida i jej księżyc Daktyl, (433) Eros, (951) Gaspra, (2867) Šteins i (25143) Itokawa.

Planetoidy są niewielkimi ciałami kosmicznymi, wśród których nieliczne mogą wykazać się rozmiarami powyżej 1000 km (w tej grupie nie ma ani jednej planetoidy z pasa głównego). Gdy chodzi o wskazanie jednoznacznej dolnej granicy rozmiarów dla tych ciał, sprawa się bardziej komplikuje. Najmniejsze zaobserwowane podczas przelotu w pobliżu Ziemi planetoidy miały rozmiary kilku metrów. Zapewne istnieje ogromna liczba jeszcze mniejszych obiektów, które należałoby raczej nazywać meteoroidami. Wiele takich „kosmicznych kamieni” wpada w atmosferę Ziemi, dając zjawiska meteoru (popularnie „spadająca gwiazda”) lub bolidu (bardzo jasny obiekt, któremu towarzyszy często grzmot). Niektóre bolidy nie rozpadają się całkowicie w atmosferze i upadają na powierzchnię Ziemi. Odłamki takie są nazywane meteorytami. Badanie ich daje szansę poznania budowy i składu chemicznego planetoid.

### Powierzchnie planetoid

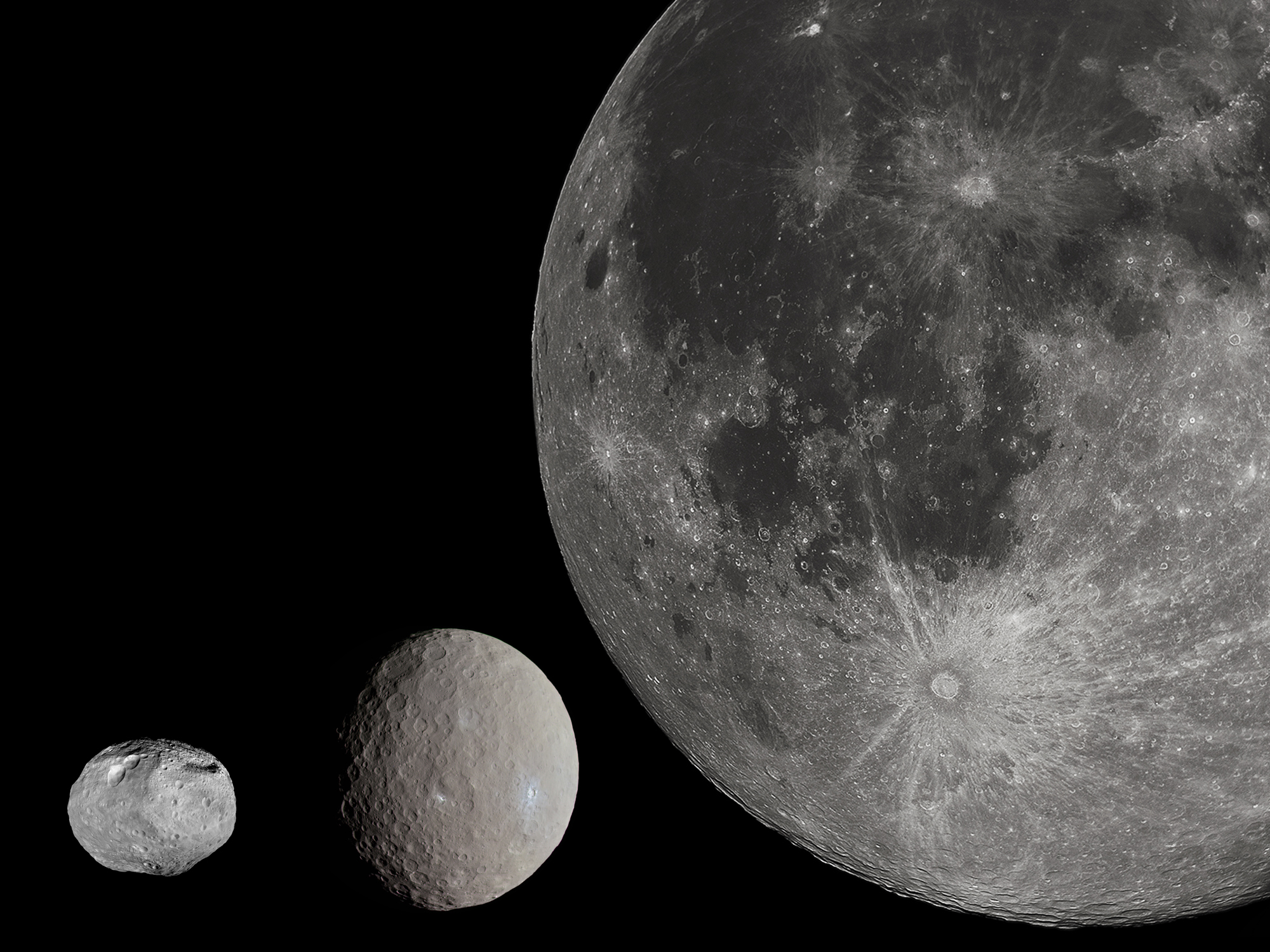
Porównanie wielkości Westy i Ceres z ziemskim Księżycem

Cała masa materiału skalnego w pasie głównym zbliżona jest do masy ziemskiego Księżyca. Największa z planetoid (1) Ceres swoim kształtem przypomina planety (jest w przybliżeniu elipsoidą obrotową), co zdaje się potwierdzać hipotezę, że ukształtowała się w podobny do planet sposób i dotrwała w prawie niezmienionej formie do dziś. Ceres jest zaliczana do planet karłowatych. Natomiast najlepiej widoczna, ale mniejsza (4) Westa, ma mniej regularny kształt wynikły ze zderzeń z mniejszymi obiektami i nie zalicza się jej do planet karłowatych. Można na nich dostrzec obszary jasne i ciemne, wzniesienia i duże kratery uderzeniowe. Ich powierzchnie były dokładniej badane za pomocą sondy kosmicznej Dawn.
Również powierzchnie mniejszych planetoid usiane są licznymi kraterami uderzeniowymi, na większości z nich leży warstwa regolitu. Bezpośrednie badania za pomocą sond kosmicznych ukazują obrazy ciał o nieregularnym kształcie, podobne do księżyców Marsa, które – według jednej z hipotez – są planetoidami przechwyconymi w przeszłości przez siły grawitacyjne tej planety.

#### Typy planetoid[13]
Wśród planetoid można wyróżnić na podstawie badania widma następujące klasy spektralne:
- klasa C – w składzie powierzchni przeważa węgiel i związki węgla, planetoidy te mają małe albedo, są bardzo ciemne, najczęściej spotykane
- klasa S – planetoidy, na których powierzchni stwierdza się występowanie dużej ilości materiału krzemianowego i pyłu, najbliższe Słońcu, ich albedo to 0,07-0,23, stanowią 15% planetoid
- klasa M – planetoidy o składzie niklowo-żelazowym, metaliczne, najprawdopodobniej odsłonięte w wyniku kolizji jąder starych planetoid
- klasa E – planetoidy, w których widmach występuje minerał enstatyt, rzadkie
- klasa V – skład chemiczny powierzchni podobny do klasy S, jednak dodatkowo występuje tam podwyższony udział piroksenu, bazaltowe, najprawdopodobniej są odłamkami (4) Vesta
- klasa G – podgrupa klasy C, charakterystyczna duża zawartość węgla, jednakże w nadfiolecie występują dodatkowe linie absorpcyjne; do tej klasy należy m.in. Ceres (planeta karłowata)
- klasa B – podobne do klasy C i G, wykazują odstępstwa w nadfioletowej części widma
- klasa F – również podgrupa klasy C, jednak z różnicami w ultrafioletowej części widma, dodatkowo brak linii absorpcyjnych na długości fal wody
- klasa P – planetoidy o bardzo małym albedo, najjaśniejsze w czerwonej części widma, w skład najprawdopodobniej wchodzą krzemiany z udziałem związków węgla, występują na zewnętrznych obrzeżach pasa głównego
- klasa D – planetoidy o podobnym składzie jak klasa P, mają małe albedo i są najjaśniejsze w czerwonej części widma
- klasa R – planetoidy podobnie zbudowane jak klasy V, wykazują jednak duży udział w składzie oliwinu i piroksenu
- klasa A – widmo tych planetoid wykazuje wyraźne linie oliwinu, o ekstremalnie czerwonych liniach absorpcyjnych, rzadkie
- klasa T – wykazują ciemne czerwonawe widmo w pasie 0,85 um, różnią się jednak od klas P i R, rzadkie, niezany jest ich skład, występują głównie na zewnętrznych obszarach pasa planetoid.

### Księżyce planetoid
Odkrywa się także coraz więcej planetoid posiadających swoje własne naturalne satelity. Wielu z towarzyszy planetoid ma niewiele mniejsze rozmiary od samych planetoid – takie pary obiektów nazywamy planetoidami podwójnymi.

## Zderzenia planetoid

### Kolizje z planetami

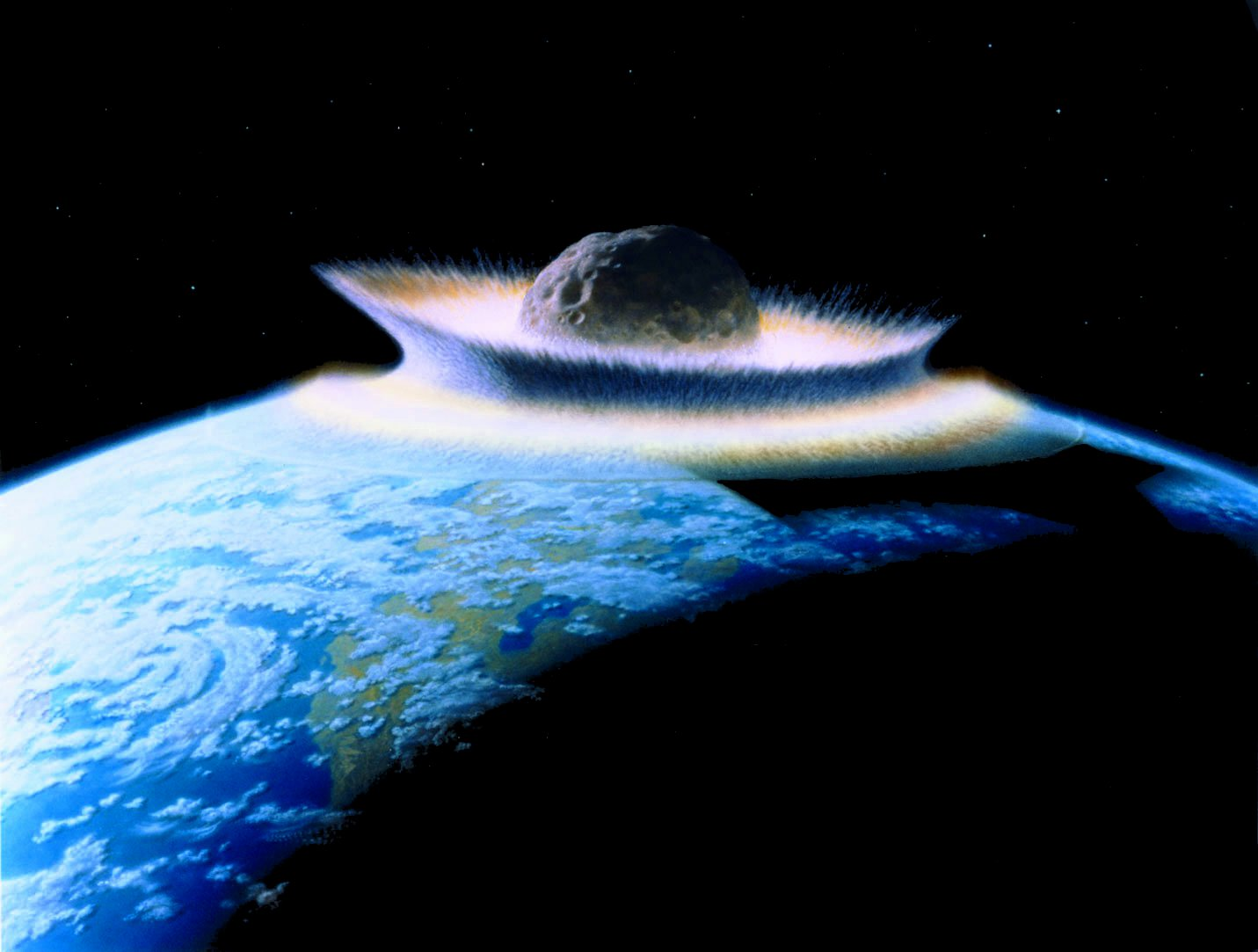
Artystyczna wizja zderzenia planetoidy z młodą Ziemią według Donalda Davisa

Planetoidy, będąc ciałami mało masywnymi, mogą być wytrącane ze swych orbit poprzez grawitacyjne oddziaływanie planet, w szczególności Jowisza. Ich trajektorie mogą się wtedy znacznie zmieniać, tak że zdarzyć się może, że jakaś planetoida wejdzie na kurs kolizyjny z planetą. W przeszłości wydarzenia takie miały miejsce bardzo często; ich pozostałości możemy oglądać na powierzchni Księżyca, Merkurego, Marsa oraz wielu księżyców planet. Również powierzchnie Ziemi i Wenus nie są wolne od kraterów uderzeniowych, jednak w przypadku tych planet zjawiska atmosferyczne i wietrzenie w wielu przypadkach skutecznie zatarły ślady takich kosmicznych katastrof.
Nie ma podstaw do stwierdzenia, że kiedyś w przyszłości nie zdarzy się kolejne uderzenie planetoidy w Ziemię lub inną planetę czy jakiś księżyc. Astronomowie coraz baczniej przyglądają się przelatującym w pobliżu naszej planety planetoidom, przede wszystkim tym z grupy Atena, gdyż są one potencjalnie największym zagrożeniem dla Ziemi. Uderzenie kilkukilometrowego ciała mogłoby doprowadzić do bardzo poważnych zniszczeń, a nawet do unicestwienia wielu gatunków zwierząt i być może ludzi.
W celu skwantyfikowania zagrożenia spowodowanego możliwym uderzeniem w Ziemię przez planetoidę, stworzono skalę Torino i skalę Palermo. Skala Torino jest dziesięciostopniowa, z 10. (najwyższym) stopniem zagrożenia odpowiadającym kolizjom zagrażającym istnieniu cywilizacji. Do tej pory obiektem o najwyższym zagrożeniu w skali Torino był (99942) Apophis, który przez krótki okres w 2004 roku sklasyfikowany był na stopniu 4 w tej skali.

### Zderzenia pomiędzy sobą
Wynik zderzenia pomiędzy planetoidami zależy od rozmiarów obiektów biorących w nim udział. Jeżeli bardzo mała planetoida uderzy w znacznie większy obiekt, to wybije krater na jego powierzchni o rozmiarach ok. dziesięć razy większych niż własne. Ponieważ planetoidy są znacznie mniejsze niż planety, materiał wyrzucony z krateru ucieknie w przestrzeń i rozpocznie samodzielną wędrówkę wokół Słońca. Orbita, po której będzie się poruszać, będzie jednak podobna do tej, którą miała uderzająca planetoida i jest możliwe, że wyrzucony materiał uderzy znów w naznaczoną kraterem planetoidę.
Uderzenie większej planetoidy może rozbić trafiony obiekt. Jednak energia zderzenia może być zbyt mała, aby powstałe fragmenty mogły się oddalić od siebie i przyciąganie grawitacyjne sprawia, że tworzy się nieregularna bryła gruzu. Następne niewielkie uderzenia mogą rozbić powierzchnię i pokryć tę bryłę warstwą skał i pyłu. Przypadkowy obserwator nie będzie wtedy wiedział, że planetoida składa się z wielu kawałków.
Uderzenie dużego ciała może powodować nie tylko rozkruszenie planetoidy, ale i rozproszenie powstałych fragmentów. Wówczas tworzą one rodzinę planetoid, która następnie może rozciągać się wzdłuż orbity rozbitego obiektu.
Małych planetoid jest znacznie więcej niż dużych. Na każdą planetoidę o średnicy większej niż 10 km przypada kilkaset planetoid o średnicy ponad 1 km i kilkadziesiąt tysięcy o średnicy większej niż 0,1 km. Dlatego powstawanie kraterów jest znacznie częstsze niż rozbicie. Planetoidy, które zostały rozbite, wcześniej mogły zostać rozkruszone. Mimo że planetoidy poruszają się głównie w jednym kierunku, czasem mogą zderzać się z prędkością kilku kilometrów na sekundę.

## Astrometryczne metody poszukiwań planetoid
Astrometria to dziedzina astronomii zajmująca się precyzyjnym pomiarem pozycji i ruchów obiektów na niebie, w tym planetoid. Kluczową techniką jest obserwacja zmian w położeniu tych ciał względem gwiazd tła. Metoda ta pozwala na dokładne określenie ich orbit, co ma znaczenie w monitorowaniu potencjalnie niebezpiecznych obiektów bliskich Ziemi (NEO ang. Near-Earth objects).
Jednym z najważniejszych narzędzi astrometrycznych są obserwacje okultacji, gdy planetoida przechodzi przed gwiazdą. Analiza tych zdarzeń pozwala precyzyjnie określić rozmiary i kształty planetoid oraz badać ich powierzchnię. Nowoczesne teleskopy i detektory CCD umożliwiają pomiary z dokładnością do milisekund kątowych.
Astrometria zyskuje na znaczeniu dzięki zaawansowanym technologiom i algorytmom, które automatyzują wykrywanie oraz analizę planetoid w dużych zbiorach danych. Współczesne misje kosmiczne i teleskopy, takie jak Gaia, dostarczają szczegółowych danych, które rewolucjonizują badania nad tymi ciałami niebieskimi. Dzięki tym osiągnięciom lepiej rozumiemy dynamikę planetoid oraz ich rolę w ewolucji Układu Słonecznego.

## Badania planetoid

### Misje kosmiczne
Zakończone badania planetoid przez sondy kosmiczne
- sonda Galileo – planetoidy (951) Gaspra (rok 1991) oraz (243) Ida wraz z księżycem Daktylem (1993);
- sonda NEAR Shoemaker – badała planetoidy (253) Mathilde (1997) oraz (433) Eros (finałowe lądowanie w roku 2001);
- sonda Deep Space 1 – przeleciała obok planetoidy (9969) Braille (1999);
- sonda Cassini-Huygens – przelot obok planetoidy (2685) Masursky (2000);
- sonda Stardust – sfotografowała planetoidę (5535) Annefrank (2002);
- sonda Hayabusa – stała się sztucznym satelitą planetoidy (25143) Itokawa, dokonała lądowania i zdołała opuścić jej powierzchnię (2005);
- sonda New Horizons – przelot obok planetoidy (132524) APL (2006);
- sonda Rosetta – przelot koło planetoidy (2867) Šteins (2008) i koło planetoidy (21) Lutetia (2010)[15];
- sonda Dawn – badania planetoidy (4) Westa (lipiec 2011 – wrzesień 2012); badanie planety karłowatej (1) Ceres (luty 2015 – październik 2018[16]);
- sonda Chang’e 2 – przelot obok planetoidy (4179) Toutatis (2012);
- sonda New Horizons – badanie (134340) Plutona i jego księżyców (2015) oraz jednego z obiektów Pasa Kuipera (486958) Arrokoth (2019);
- DART – start 24 listopada 2021 roku[17], kolizja impaktora z Dimorphosem – księżycem planetoidy Didymos 27 września 2022 roku[18].

Misje prowadzone aktualnie
- Hayabusa 2 – w 2019 roku pobrała próbki z planetoidy (162173) Ryugu i dostarczyła je na Ziemię w roku 2020; planowane jeszcze przeloty w pobliżu (98943) 2001 CC21 w lipcu 2026 roku[19] oraz blisko 1998 KY26 w lipcu 2031 roku[20];
- sonda New Horizons – po roku 2019 – badanie obiektów Pasa Kuipera w zasięgu kamer sondy;
- sonda OSIRIS-REx – start 8 września 2016 roku[21], pobranie próbek z planetoidy (101955) Bennu w 2020 roku i dostarczenie ich na Ziemię w roku 2023; następnie w ramach misji rozszerzonej OSIRIS-APEX badanie planetoidy (99942) Apophis[22];
- Lucy – sonda kosmiczna NASA, która ma zbadać planetoidy trojańskie, wystrzelona 16 października 2021 roku; misja ma potrwać 12 lat;
- Psyche – sonda kosmiczna NASA, która w latach 2029–2031 ma badać planetoidę (16) Psyche[23], wystrzelona 13 października 2023 roku[24].